# Illit (Musikgruppe)
Illit (koreanisch: 아일릿) ist eine südkoreanische Girlgroup gegründet von Belift Lab, einem Unterlabel von Hybe Corporation, im Rahmen der JTBC 2023 Survival-Wettbewerbsshow, R U Next?. Die Gruppe besteht aus fünf Mitgliedern: Yunah, Minju, Moka, Wonhee und Iroha. Ihr Debüt gaben sie am 25. März 2024.

## Geschichte

### 2023:R U Next?
Die JTBC Survival-Wettbewerbsshow, „R U Next?“, wurde vom 30. Juni bis 1. September 2023 in zehn Folgen ausgestrahlt. In der Serie kämpften 22 Teilnehmerinnen um ihr Debüt in einer sechsköpfigen Girlgroup unter Belift Lab, ihrer ersten Girlgroup und dritten Girlgroup unter Hybe (direkt nach Le Sserafim und NewJeans). In der letzten Folge wurde die Zusammensetzung der Gruppe festgelegt, wobei zwei Mitglieder vom Publikum und die restlichen vier von den Produzenten des Unternehmens ausgewählt wurden. Die endgültige Teamaufstellung von Wonhee, Youngseo, Minju, Iroha, Moka und Yunah wurde am Ende der Übertragung bekannt gegeben.
Am 5. Januar 2024 gab Belift Lab bekannt, dass Youngseo die Gruppe verlässt. Zuvor besprachen Youngseo und Belift Lab die zukünftigen Aktivitäten von ihr und ihrer Gruppe und beschlossen im gegenseitigen Einvernehmen, ihren Vertrag zu kündigen.

### 2024–2025: Debüt
Am 13. Februar 2024 bestätigte Belift Lab, dass Illit im März debütieren wird. 
Am 26. Februar gab die Agentur den Namen von Illits erster EP, „Super Real Me“ bekannt. Die Vorbestellungen wurden am selben Tag wie die Ankündigung eröffnet. Die Tracklist von Super Real Me wurde eine Woche später, am 9. März, veröffentlicht, wobei „Magnetic“ als Lead-Single fungierte. Insgesamt würden vier Titel, darunter „Magnetic“, veröffentlicht. Die drei anderen Titel auf dem Album sind „My World“, „Midnight Fiction“ und „Lucky Girl Syndrome“. Illits Debüt-EP wurde am 25. März 2024 offiziell veröffentlicht. Am 23. September bestätigte Belift Lab, dass die Gruppe ihre zweite EP, „I'll Like You“, am 21. Oktober veröffentlichen würde.

### 2025–heute: Japanisches Debüt und dritte EP
Am 14. Februar 2025 veröffentlichten Illit ihre erste japanische Single „Almond Chocolate“, die im Soundtrack des japanischen Live-Action-Films It Takes More Than a Pretty Face to Fall in Love enthalten war, der auf dem gleichnamigen Manga basiert. Am 10. März wurde die koreanische Version von „Almond Chocolate“ veröffentlicht.
Am 19. Mai bestätigte Belift Lab, dass die Gruppe ihre dritte EP, „Bomb“, am 16. Juni veröffentlichen würde. Das Highlight-Medley wurde am 23. Mai veröffentlicht und die Lead-Single wurde mit dem Titel „Do the Dance“ angekündigt.

## Diskografie

### EPs
| Jahr | Titel Musiklabel         | Höchstplatzierung, Gesamtwochen, AuszeichnungChartplatzierungen (Jahr, Titel, Musiklabel, Platzierungen, Wochen, Auszeichnungen, Anmerkungen) | Höchstplatzierung, Gesamtwochen, AuszeichnungChartplatzierungen (Jahr, Titel, Musiklabel, Platzierungen, Wochen, Auszeichnungen, Anmerkungen) | Höchstplatzierung, Gesamtwochen, AuszeichnungChartplatzierungen (Jahr, Titel, Musiklabel, Platzierungen, Wochen, Auszeichnungen, Anmerkungen) | Anmerkungen                                              |
| Jahr | Titel Musiklabel         | KR | JP | US | Anmerkungen                                              |
| ---- | ------------------------ | --- | --- | --- | -------------------------------------------------------- |
| 2024 | Super Real Me Belift Lab | KR3 Platin · (16 Wo.)KR | JP3 (35 Wo.)JP | US93 (1 Wo.)US | Erstveröffentlichung: 25. März 2024 Verkäufe: 250.000    |
| 2024 | I’ll Like You Belift Lab | KR2 Platin · (17 Wo.)KR | JP2 (33 Wo.)JP | US84 (1 Wo.)US | Erstveröffentlichung: 21. Oktober 2024 Verkäufe: 250.000 |
| 2025 | Bomb Belift Lab          | KR1 Platin · (… Wo.)KR | JP2 (2 Wo.)JP | US171 (1 Wo.)US | Erstveröffentlichung: 16. Juni 2025 Verkäufe: 250.000    |

### Singles
| Jahr | Titel Album                              | Höchstplatzierung, Gesamtwochen, AuszeichnungChartplatzierungen (Jahr, Titel, Album, Platzierungen, Wochen, Auszeichnungen, Anmerkungen) | Höchstplatzierung, Gesamtwochen, AuszeichnungChartplatzierungen (Jahr, Titel, Album, Platzierungen, Wochen, Auszeichnungen, Anmerkungen) | Höchstplatzierung, Gesamtwochen, AuszeichnungChartplatzierungen (Jahr, Titel, Album, Platzierungen, Wochen, Auszeichnungen, Anmerkungen) | Anmerkungen                            |
| Jahr | Titel Album                              | KR | JP | UK | Anmerkungen                            |
| ---- | ---------------------------------------- | --- | --- | --- | -------------------------------------- |
| 2024 | Magnetic Super Real Me                   | KR1 Platin (Streaming) · (… Wo.)KR | JP— ×2Doppelplatin (Streaming)JP | UK80 (3 Wo.)UK | Erstveröffentlichung: 25. März 2024    |
| 2024 | Cherish (My Love) I’ll Like You          | KR22 (18 Wo.)KR | — | — | Erstveröffentlichung: 21. Oktober 2024 |
| 2025 | Almond Chocolate (koreanische Version) – | KR167 (3 Wo.)KR | — | — | Erstveröffentlichung: 10. März 2025    |
| 2025 | Do the Dance Bomb                        | KR24 (… Wo.)KR | — | — | Erstveröffentlichung: 16. Juni 2025    |

## Auszeichnungen für Musikverkäufe
| Goldene Schallplatte - Neuseeland - 2024: für die Single Magnetic |

Anmerkung: Auszeichnungen in Ländern aus den Charttabellen bzw. Chartboxen sind in ebendiesen zu finden.
| Land/RegionAuszeichnungen für Musikverkäufe (Land/Region, Auszeichnungen, Verkäufe, Quellen) | Gold  | Platin     | Verkäufe | Quellen          |
| -------------------------------------------------------------------------------------------- | ----- | ---------- | -------- | ---------------- |
| Neuseeland (RMNZ)                                                                            | Gold1 | —          | 15.000   | radioscope.co.nz |
| Japan (RIAJ)                                                                                 | —     | 2× Platin2 | —        | riaj.or.jp       |
| Südkorea (KMCA)                                                                              | —     | 4× Platin4 | 750.000  | circlechart.kr   |
| Insgesamt                                                                                    | Gold1 | 6× Platin6 |          |                  |